# Gümüşkanat
Gümüşkanat (türkisch für Silberflügel) (kurd. Kêboran) ist ein Dorf im Landkreis Mutki der türkischen Provinz Bitlis. Gümüşkanat liegt ca. 25  km westlich der Kreisstadt Mutki in einer gebirgigen Region auf 1470 m Höhe über dem Meeresspiegel.
Der ursprüngliche Name der Ortschaft lautete Keyburan. Dies war der Name eines dort lebenden Stammes. Das Dorf ist bekannt für seinen 60 m hohen Wasserfall.
Zu Gümüşkanat gehören die Weiler (mezra) Şirinyurt, Çatalçeşme, Vezir, Cevizli, Atabaşı, Yıldız, Örencik, Başçavuş, Meşelik, Suçakı und Ayşehatun. Gümüşkanat ist Teil des Bucak  Meydan und hatte 1985 insgesamt 916 Einwohner. Im Jahre 2010 lebten dort noch 255 Menschen.